# Ahmed Mahour Bacha
Ahmed Mahour Bacha (ur. 16 czerwca 1961) – algierski lekkoatleta, który specjalizował się w rzucie oszczepem.
Dwukrotny medalista mistrzostw Afryki – w 1984 zdobył brąz, a rok później wywalczył złoty medal. Wielokrotny mistrz Algierii. W 1987 został mistrzem igrzysk afrykańskich w konkurencji dziesięcioboju.
Rekord życiowy: stary model oszczepu – 80,04 (15 sierpnia 1985, Kair); nowy model oszczepu – 70,20 (7 sierpnia 1986, Tunis), wynik ten jest aktualnym rekordem Algierii.